# Sombernon
Sombernon is een gemeente in het Franse departement Côte-d'Or (regio Bourgogne-Franche-Comté) en telt 778 inwoners (1999). De plaats maakt deel uit van het arrondissement Dijon.

## Geografie
De oppervlakte van Sombernon bedraagt 13,3 km², de bevolkingsdichtheid is 58,5 inwoners per km².
De onderstaande kaart toont de ligging van Sombernon met de belangrijkste infrastructuur en aangrenzende gemeenten.

## Demografie
Onderstaande figuur toont het verloop van het inwonertal (bron: INSEE-tellingen).

## Tweede Wereldoorlog
In de nacht van 10 op 11 september 1944 maakten de geallieerde legers die via de Middellandse zee Frankrijk waren binnengegaan (Operatie Dragoon) contact met de legers uit Normandië (Operatie Overlord), waardoor de bevrijdingslegers een betere aanvoerroute kregen en de overgebleven Duitsers in Zuidwest-Frankrijk hun ontsnappingsroute terug naar Duitsland kwijtraakten.